# Maszusima Tacuja
Maszusima Tacuja (Csiba, 1985. április 22. –) japán válogatott labdarúgó.

## Nemzeti válogatott
A japán U20-as válogatott tagjaként részt vett a 2005-ös ifjúsági labdarúgó-világbajnokságon.